# ميخائيل فورونين
ميخائيل ياكوفليفيتش فورونين (الروسية: Михаил Яковлевич Воронин ؛ 26 مارس 1945 - 22 مايو 2004) لاعب جمباز سوفيتي وروسي تنافس مع الاتحاد السوفيتي في أواخر الستينيات وأوائل السبعينيات حصل على سبع ميداليات منها ميداليتين ذهبية في دورة الألعاب الأولمبية الصيفية 1968 ، بالإضافة إلى ميداليتين فضية في دورة الألعاب الأولمبية الصيفية 1972.